# Greenough (plaats in West-Australië)
Greenough is een historische plaats in de regio Mid West in West-Australië.

## Geschiedenis
Ten tijde van de Europese kolonisatie leefden de Amangu Nyungah in de streek.
In 1839, nadat zijn schepen waren vergaan, dienden George Grey en zijn expeditieleden bijna 500 kilometer over land zuidwaarts naar Perth te trekken. Ze ontmoetten een rivier die Grey de Greenough doopte, naar George Bellas Greenough, de voorzitter van de Royal Geographical Society toen de expeditie in 1837 werd uitgerust. Grey merkte op dat de vlakten rondom de rivier zeer vruchtbaar waren.
In oktober 1848 verkenden de gebroeders Charles Frederick en Augustus Charles Gregory de rivier de Greenough en bevestigden Greys bemerkingen. Begin jaren 1850 vestigden zich de eerste pastoralisten in de streek. In de jaren 1850 werd de streek verkaveld om er kleinere boerderijen te ontwikkelen. Zo'n duizend veelal arme graanboeren, waaronder ex-gevangenen, vestigden zich in de streek. In 1858 werd 'Clinch's Mill' gebouwd. In de jaren 1860 kende Greenough een hoogconjunctuur.
In 1860 werd er een schooltje geopend. Een jaar later werd 'Gray's Store' gebouwd. In 1863 opende het hotel de 'Hampton Arms'. Nog in de jaren 1860 werden een gerechtshuis, politiekantoor en een gevangenis gebouwd.
In 1872 trof een zware cycloon Greenough. De rivier de Greenough overstroomde in 1888. Het graan werd aangetast door 'Red Rust'. Toen de goldrush naar de West-Australische oostelijke goudvelden op gang kwam verlieten vele boeren de streek dan ook. De spoorweg van Midland naar Walkaway opende in 1894 waardoor er minder verkeer over de kustweg langs Greenough passeerde en het plaatsje bloedde langzaamaan dood. Pas in de jaren 1970-80 werd geprobeerd het plaatsje terug tot leven te brengen. Door haar historische gebouwen is Greenough een toeristische trekpleister geworden. De historische dorpskern is in handen van de National Trust.

## Beschrijving
Greenough maakt deel uit van het lokale bestuursgebied (LGA) City of Greater Geraldton.
In 2021 telde Greenough 344 inwoners, tegenover 832 in 2006.

## Toerisme
- de Greenough/Walkaway Heritage Trail, een toeristische autoroute zesendertig historische plaatsen en gebouwen in de streek aandoet[6]
- Greenough Museum & Gardens, een streekmuseum gevestigd in de oude 'Maley Homestead' langs de Brand Highway[9]
- Central Greenough Historic Settlement, de historische dorpskern van Greenough waar de 'National Trust' dagelijkse rondleidingen organiseert[9]
- de Leaning Trees of Greenough, door de aanhoudende zuidenwind evenwijdig met de grond groeiende Eucalyptus camaldulensis-bomen[10]
- Greenough Wildlife and Bird Park, een dierenpark waar inheemse dieren worden gered en gerevalideerd[10]
- de Greenough River Nature Trail, een 17 kilometer lange wandeling langs de rivier de Greenough[10]

## Transport
Greenough ligt langs de Brand Highway, 403 kilometer ten noordnoordwesten van de West-Australische hoofdstad Perth, 16 kilometer ten westen van Walkaway en 20 kilometer ten zuidzuidoosten van Geraldton, de hoofdplaats van het lokale bestuursgebied waarvan het deel uitmaakt. Transwa verzorgt tweemaal per week de N5-busdienst tussen Perth en Geraldton over Jurien Bay. De busdienst houdt halt in Greenough.
De spoorweg die Perth met Geraldton verbindt buigt net ten zuiden van Greenough naar Walkaway af waar zich een onderhoudsdepot bevindt. De spoorweg maakt deel uit van het goederenspoorwegnetwerk van Arc Infrastructure. Er rijden geen reizigerstreinen over.

## Galerij

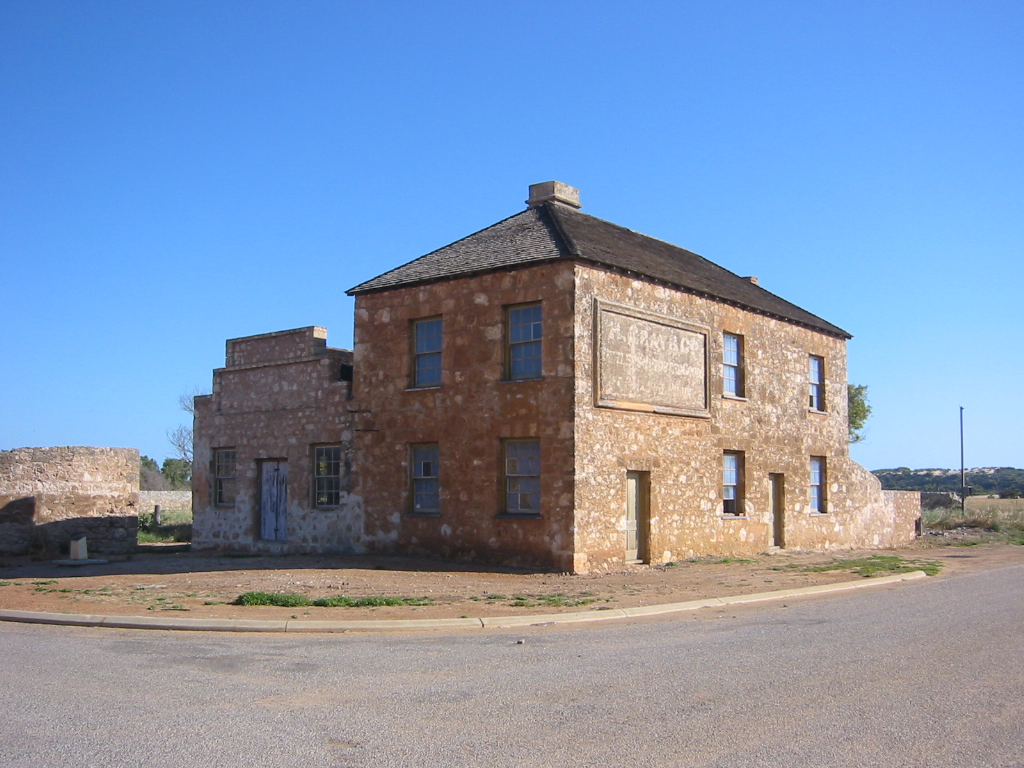
'Gray's Store' uit 1861
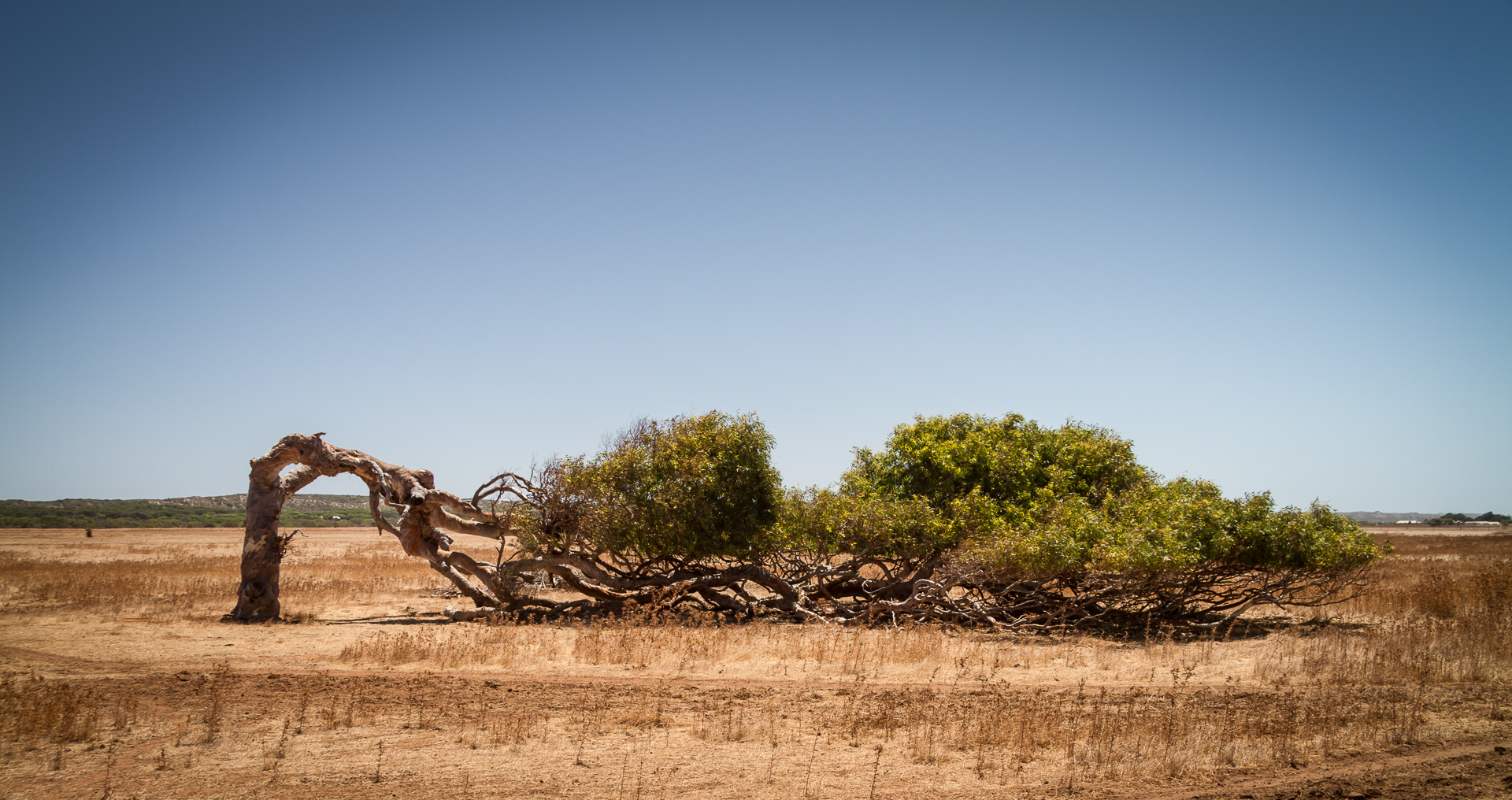
'Leaning Tree' nabij Greenough
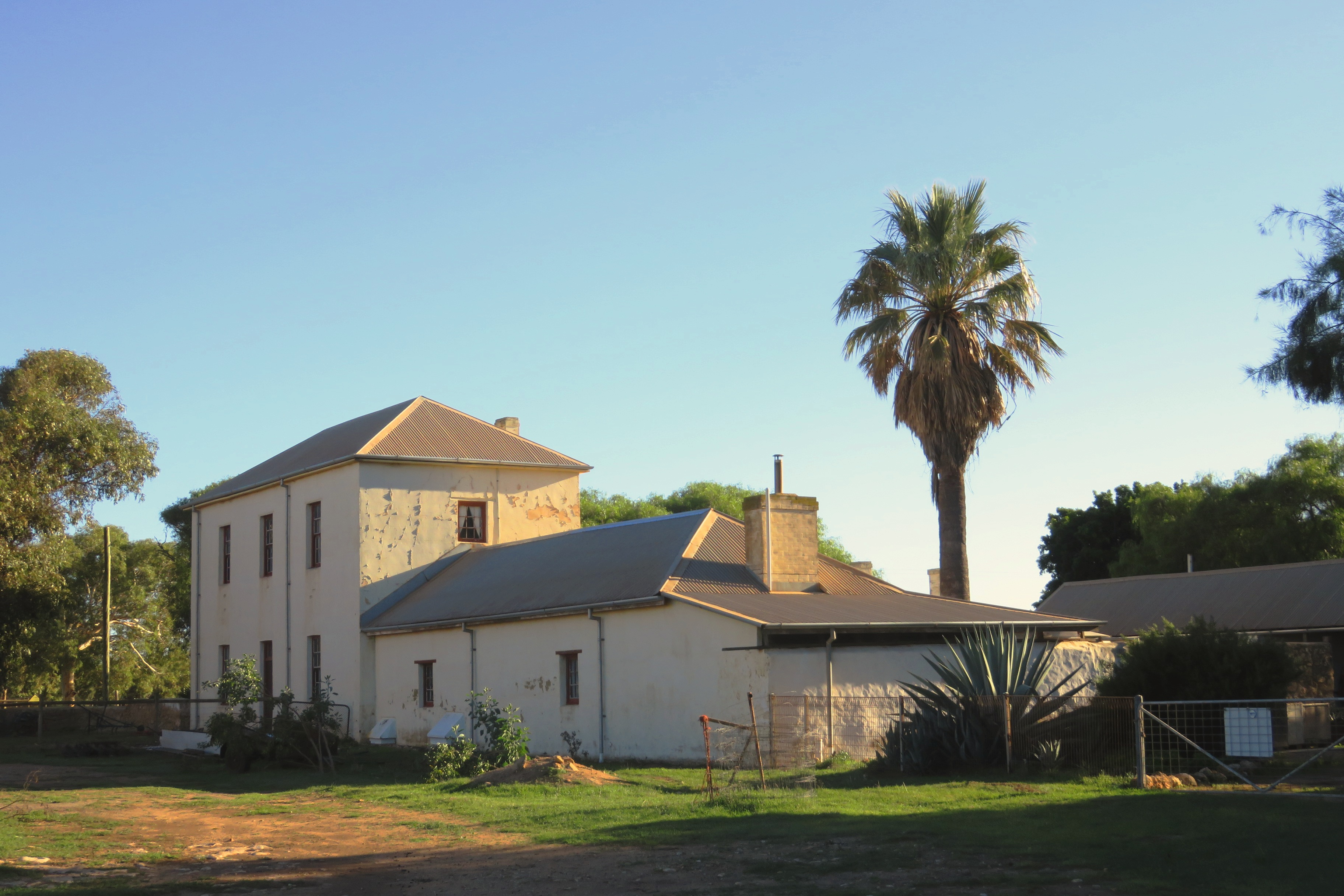
'Greenough Museum and Gardens'
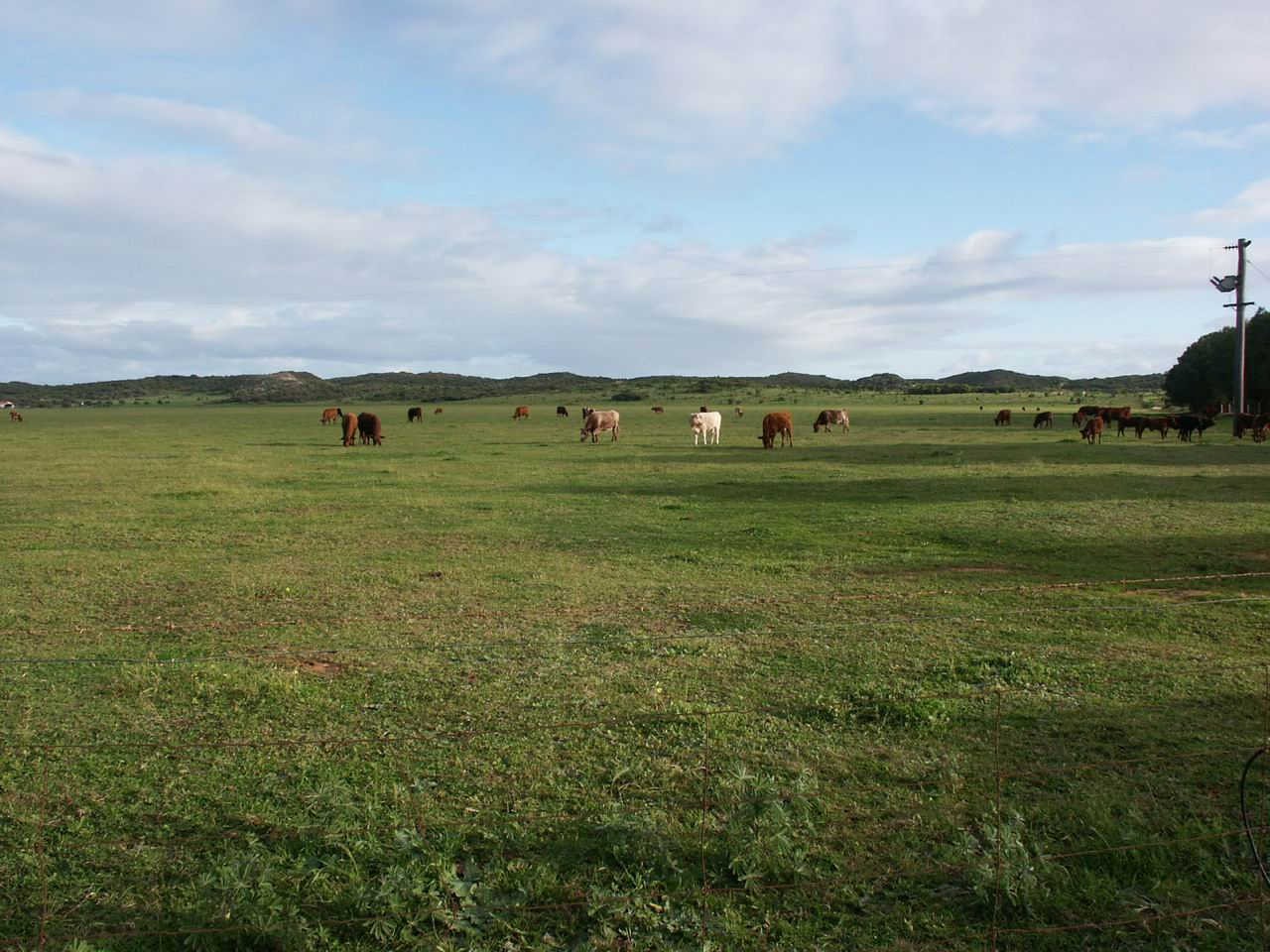
Groene weiden van Greenough

Abbotts · Ajana · Alma · Arrino · Arrowsmith · Austin · Big Bell · Binnu · Boogardie · Bowgada · Bunjil · Canna · Cape Burney · Carnamah · Caron · Coorow · Cuddingwarra · Cue · Day Dawn · Dongara · Drummond Cove · East Bowes · Eneabba · Eradu · Gabanintha · Geraldton · Green Head · Greenough · Gunyidi · Gutha · Horseshoe · Horrocks · Howatharra · Isseka · Kalbarri · Karalundi · Kojarena · Koolanooka · Kumarina · Latham · Leeman · Lennonville · Lynton · Mainland · Marchagee · Maya · Meekatharra · Merkanooka · Mingenew · Minnenooka · Moonyoonooka · Morawa · Mount Erin · Mount Magnet · Mullewa · Nabawa · Nangetty · Nannine · Nanson · Naraling · Narngulu · Narra Tarra · Northampton · Oakajee · Ogilvie · Paynes Find · Peak Hill · Paynesville · Perenjori · Pindar · Pintharuka · Porlell · Port Denison · Port Gregory · Protheroe · Reedy · Rothsay · Sandstone · Tardun · Tenindewa · Three Springs · Tuckanarra · Waggrakine · Walkaway · Warriedar · Whelarra · Wicherina · Wiluna · Winchester · Yalgoo · Yandanooka · Youanmi · Yoweragabbie · Yuna